# Característica (aprenentatge automàtic)
En l'aprenentatge automàtic i el reconeixement de patrons, una característica és una propietat mesurable individual o característica d'un fenomen. L'elecció de característiques informatives, discriminatòries i independents és un element crucial dels algorismes efectius en el reconeixement de patrons, la classificació i la regressió. Les característiques solen ser numèriques, però les característiques estructurals com les cadenes i els gràfics s'utilitzen en el reconeixement de patrons sintàctics. El concepte de "característica" està relacionat amb el de variable explicativa utilitzada en tècniques estadístiques com la regressió lineal.
Una característica numèrica es pot descriure convenientment mitjançant un vector de característica. Una manera d'aconseguir la classificació binària és utilitzar una funció predictora lineal (relacionada amb el perceptró) amb un vector de característiques com a entrada. El mètode consisteix a calcular el producte escalar entre el vector de característiques i un vector de pesos, qualificant aquelles observacions el resultat de les quals supera un llindar.
Els algorismes per a la classificació a partir d'un vector de característiques inclouen la classificació del veí més proper, xarxes neuronals i tècniques estadístiques com ara els enfocaments bayesians.
Exemples
En el reconeixement de caràcters, les característiques poden incloure histogrames que compten el nombre de píxels negres en direccions horitzontals i verticals, nombre de forats interns, detecció de traços i molts altres.
En el reconeixement de veu, les funcions per reconèixer fonemes poden incloure relacions de soroll, durada dels sons, potència relativa, coincidències de filtre i molts altres.
En els algorismes de detecció de correu brossa, les característiques poden incloure la presència o absència de determinades capçaleres de correu electrònic, l'estructura del correu electrònic, l'idioma, la freqüència de termes específics, la correcció gramatical del text.
En visió per computador, hi ha un gran nombre de característiques possibles, com ara vores i objectes.
En el reconeixement de patrons i l'aprenentatge automàtic, un vector de característiques és un vector n-dimensional de característiques numèriques que representen algun objecte. Molts algorismes d'aprenentatge automàtic requereixen una representació numèrica dels objectes, ja que aquestes representacions faciliten el processament i l'anàlisi estadística. Quan es representen imatges, els valors de les característiques poden correspondre als píxels d'una imatge, mentre que quan es representen textos, les característiques poden ser les freqüències d'ocurrència de termes textuals. Els vectors de característiques són equivalents als vectors de variables explicatives utilitzats en procediments estadístics com ara la regressió lineal. Els vectors de característiques sovint es combinen amb pesos mitjançant un producte puntual per construir una funció predictora lineal que s'utilitza per determinar una puntuació per fer una predicció.